# Patricia Ott
Patricia Ott   (Frankfurt del Main, 15 de maig de 1960), coneguda posteriorment amb el cognom de casada Stelter, és una jugadora d'hoquei sobre herba alemanya, ja retirada, que va competir sota la bandera de República Federal Alemanya durant les dècades de 1970 i 1980.
El 1984 va prendre part en els Jocs Olímpics de Los Angeles, on guanyà la medalla de plata en la competició d'hoquei sobre herba.
En el seu palmarès també destaquen una medalla de bronze al Campionat d'Europa i una d'or al Campionat d'Europa d'hoquei sala. Durant la seva carrera esportiva disputà 72 partits amb la selecció nacional, 5 dels quals en sala, entre 1980 i 1986. A nivell de clubs jugà al SC 1880 Frankfurt, SC Brandenburg i Berliner HC. Amb el Brandenburg guanyà la lliga alemanya en pista coberta de 1986, 1988 i 1989 i el 1990 guanyà la Copa d'Europa en pista coberta.